# ۱۷۸ (قمری)
۱۷۸ (قمری)، صد و هفتاد و هشتمین سال در گاهشماری هجری قمری است. اول محرم این سال برابر با یازدهم آوریل سال ۷۹۴ میلادی است.